# Sint-Martinuskerk (Retie)

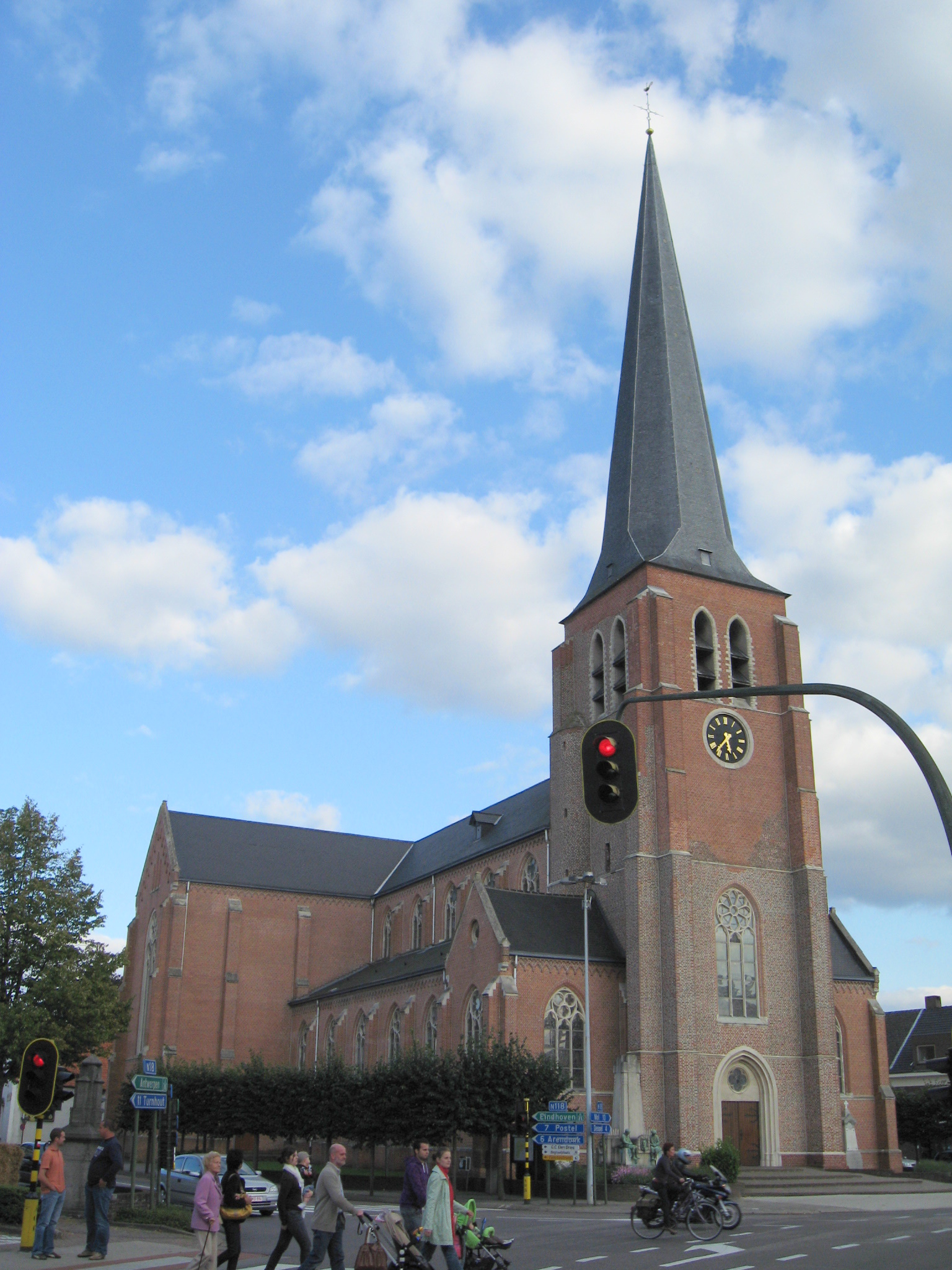
Sint-Martinuskerk

De Sint-Martinuskerk is de parochiekerk van de Antwerpse plaats Retie, gelegen aan de Markt.

## Geschiedenis
Voor 1264 waren de rechten van de parochie in bezit van het Sint-Martinuskapittel te Luik en daarna kwamen ze aan de Abdij van Tongerlo, die tot 1819 de pastoor leverde.
Van een stenen kerkgebouw was voor het eerst sprake in 1461, maar dit betrof herstelwerkzaamheden aan een -dus- ouder gebouw. Er zijn geen documenten waaruit blijkt dat er later een nieuwe kerk werd gebouwd. Dit gebeurde pas in 1871-1872, toen een nieuwe kerk naar ontwerp van Pieter Jozef Taeymans werd gebouwd. De oude toren bleef hierbij gehandhaafd, maar kreeg wel een nieuw uiterlijk in neogotische trant.

## Gebouw
Het betreft een neogotische georiënteerde bakstenen kruisbasiliek met ingebouwde westtoren en een driezijdig afgesloten koor.

## Interieur
De kerk bezit schilderijen: Onze-Lieve-Vrouw met Kind (18e eeuw) en Aanbidding der herders (1e helft 17e eeuw).
Aan beelden: een stenen Ecce Homo (1e helft 16e eeuw); Sint-Martinus in gepolychromeerd hout (18e eeuw); Sint-Ambrosius in gepolychromeerde steen (ongeveer 1600); Sint-Nicolaas in gepolychromeerd hout (ongeveer 1600); Sint-Antonius Abt in gepolychromeerd hout (17e eeuw); Sint-Barbara in gepolychromeerd terracotta (18e eeuw); Sint-Sebastiaan in gepolychromeerd hout (18e eeuw); Sint-Augustinus en Sint-Norbertus in witgeschilderd hout (18e eeuw).
Het hoofdaltaar is van 1877. Er zijn vier 18e-eeuwse biechtstoelen. Het orgel is van 1970 en werd vervaardigd door de firma Pels-D'Hondt.
Er zijn 19e en 20e-eeuwse glas-in-loodramen.